# 포도당 6-인산 탈수소효소 결핍증
포도당-6-인산 탈수소효소 결핍증(영어: glucose-6-phosphate dehydrogenase deficiency, G6PDD)은 잠두 중독증(favism←누에콩을 뜻하는 fava bean에서 기원)의 일종으로서 특정 음식, 질병, 약물과 같은 수많은 원인에 반응하는 황달 및 용혈 반응(적혈구 파괴)의 경향이 있는 X연관 열성유전의 탄수화물 물질대사의 선천적 이상이다. 지중해 및 아프리카 기원의 사람들에게 특히 일반적이다. 이 질병은 특히 적혈구에 중요한 오탄당 인산 경로의 효소인 포도당 6-인산 탈수소효소의 수치가 비정상적으로 낮은 것이 특징이다. 포도당 6-인산 탈수소효소 결핍증은 가장 흔한 인간 효소 질병이다. 알려진 병인을 회피하는 것 외의 특정한 치료법은 없다. 미국에서는 증상이 오직 매개체의 일부에서만 관찰되고 이 경우 예방과 통제가 가능하며 그 결과 질병이 일반적으로 영향을 받는 사람의 일생에 큰 영향을 미치지 않기 때문에 환자의 유전학적 스크리닝을 권고하지는 않는다. 그러나 전 세계적으로 포도당 6-인산 탈수소효소 결핍증은 2013년 기준으로 4,100명의 사망자를 기록하였고, 1990년에는 3,400명의 사망자를 기록하였다.
포도당 6-인산 탈수소효소 대립유전자의 매개체들은 말라리아에 대해 부분적으로나 완전히 보호되는 것으로 보이며, 영향을 받는 사람들 중 일부의 경우 이러한 질병에 대해 완전한 면역을 갖춘 것으로 보인다. 이는 말라리아 발병률이 높은 지역에서 선택적 이점을 주는 것을 뜻하며, 즉 특정 인구의 대립유전자의 지속성을 설명한다.

## 유전학
| 표 1. 돌연변이 및 변종 설명 | 표 1. 돌연변이 및 변종 설명 | 표 1. 돌연변이 및 변종 설명 | 표 1. 돌연변이 및 변종 설명 | 표 1. 돌연변이 및 변종 설명       | 표 1. 돌연변이 및 변종 설명 | 표 1. 돌연변이 및 변종 설명 | 표 1. 돌연변이 및 변종 설명 | 표 1. 돌연변이 및 변종 설명                                  | 표 1. 돌연변이 및 변종 설명                       |
| 변종 / 돌연변이             | 변종 / 돌연변이             | 변종 / 돌연변이             | 변종 / 돌연변이             | 유전자                            | 유전자                      | 유전자                      | 단백질                      | 단백질                                                       | 단백질                                            |
| 명칭                        | 짧은 이름                   | 동형 G6PD-단백질            | OMIM-코드                   | 형                                | 아형                        | 위치                        | 위치                        | 구조 변화                                                    | 기능 변화                                         |
| --------------------------- | --------------------------- | --------------------------- | --------------------------- | --------------------------------- | --------------------------- | --------------------------- | --------------------------- | ------------------------------------------------------------ | ------------------------------------------------- |
| G6PD-A(+)                   | Gd-A(+)                     | G6PD A                      | +305900.0001                | Polymorphism nucleotide           | A→G                         | 376 (Exon 5)                | 126                         | 아스파라긴→아스파르트산 (ASN126ASP)                          | 효소 이상 없음 (변이)                             |
| G6PD-A(-)                   | Gd-A(-)                     | G6PD A                      | +305900.0002                | Substitution nucleotide           | G→A                         | 376 (Exon 5) and 202        | 68 and 126                  | 발린→메티오닌 (VAL68MET) 아스파라긴→아스파르트산 (ASN126ASP) |                                                   |
| G6PD-Mediterranean          | Gd-Med                      | G6PD B                      | +305900.0006                | Substitution nucleotide           | C→T                         | 563 (Exon 6)                | 188                         | 세린→페닐알라닌 (SER188PHE)                                  | Class II                                          |
| G6PD-Canton                 | Gd-Canton                   | G6PD B                      | +305900.0021                | Substitution nucleotide           | G→T                         | 1376                        | 459                         | 아르기닌→류신 (ARG459LEU)                                    | Class II                                          |
| G6PD-Chatham                | Gd-Chatham                  | G6PD                        | +305900.0003                | Substitution nucleotide           | G→A                         | 1003                        | 335                         | 알라닌→트레오닌 (ALA335THR)                                  | Class II                                          |
| G6PD-Cosenza                | Gd-Cosenza                  | G6PD B                      | +305900.0059                | Substitution nucleotide           | G→C                         | 1376                        | 459                         | 아르기닌→프롤린 (ARG459PRO)                                  | G6PD 활성 <10%, 환자 비율 높음.                   |
| G6PD-Mahidol                | Gd-Mahidol                  | G6PD                        | +305900.0005                | Substitution nucleotide           | G→A                         | 487 (Exon 6)                | 163                         | 글라이신→세린 (GLY163SER)                                    | Class III                                         |
| G6PD-Orissa                 | Gd-Orissa                   | G6PD                        | +305900.0047                | Substitution nucleotide           | C→G                         | 131                         | 44                          | 알라닌→글라이신 (ALA44GLY)                                   | NADP 결합 부위 변화. 다른 변이보다 안정성 높아짐. |
| G6PD-Asahi                  | Gd-Asahi                    | G6PD A-                     | +305900.0054                | Substitution nucleotide (several) | A→G ± G→A                   | 376 (Exon 5) 202            | 126 68                      | 아스파라긴→아스파르트산 (ASN126ASP) 발린→메티오닌 (VAL68MET) | Class III.                                        |

## 진단

### 분류
세계보건기구(WHO)는 G6PD 유전자 돌연변이를 5가지 유형으로 분류하며, 여기서 처음 3개는 결핍 상태를 의미한다.
- 제 I 형: 심각한 결핍 (<10% 활동) + 만성 용혈성 빈혈
- 제 II 형: 심각한 결핍 (<10% 활동) + 간헐적 용혈
- 제 III 형: 온화한 결핍 (10-60% 활동) + 스트레스 요인만 있는 용혈
- 제 IV 형: 비결핍. 임상 후유증 없음
- 제 V 형: 효소 활동 증가. 임상 후유증 없음